# Abbás Ibn Firnás
Abu l-Qāsim Abbās ibn Firnās (lenguas bereberes: ⵄⴱⴱⴰⵙ ⵓ ⴼⵔⵏⴰⵙ; árabe: أبو القاسم عباس بن فرناس; Ronda, Málaga, 810 – Córdoba, 887), precursor de la aeronáutica, fue un proto-humanista, científico y químico andalusí nacido en una familia de origen bereber cuyos ancestros participaron probablemente en la conquista de la península ibérica. Vivió en la época del Emirato Omeya en al-Ándalus. Pionero de la aviación, Ibn Firnas construyó el primer planeador de transporte humano y tuvo un vuelo exitoso con él, por lo tanto, tiene fama de haber intentado el primer vuelo.
Su nombre sería latinizado posteriormente como Armen Firman. Un cráter de la Luna, un aeropuerto en Irak y un puente en Córdoba (España) llevan su nombre.

## Biografía
Los biógrafos lo presentan como un brillante filósofo; debió recibir una formación sólida, lo que significa que realizó estudios científicos. Estudió química, física y astronomía, principalmente. Sus aptitudes en el campo de la poesía y su habilidad en astrología le permitieron introducirse en la corte de Abderramán II (822-852), donde enseñó poesía.Gracias a sus numerosos inventos, algunos de ellos mencionados por los historiadores, pudo seguir frecuentando la corte durante el reinado del sucesor Mohamed I (852-886).
Ibn Firnas diseñó un reloj de agua, la clepsidra, llamado Al-Maqata-Maqata. También fue el primero en desarrollar la técnica de talla del cristal de roca; hasta entonces, solo los egipcios sabían facetar el cristal. Creó una esfera armilar para representar el movimiento de los astros y un planetario que construyó en su casa, siendo el primero en utilizar en toda la península ibérica las tablas astronómicas de Sinhind, originarias de la India, básicas para el desarrollo de la ciencia europea posterior.

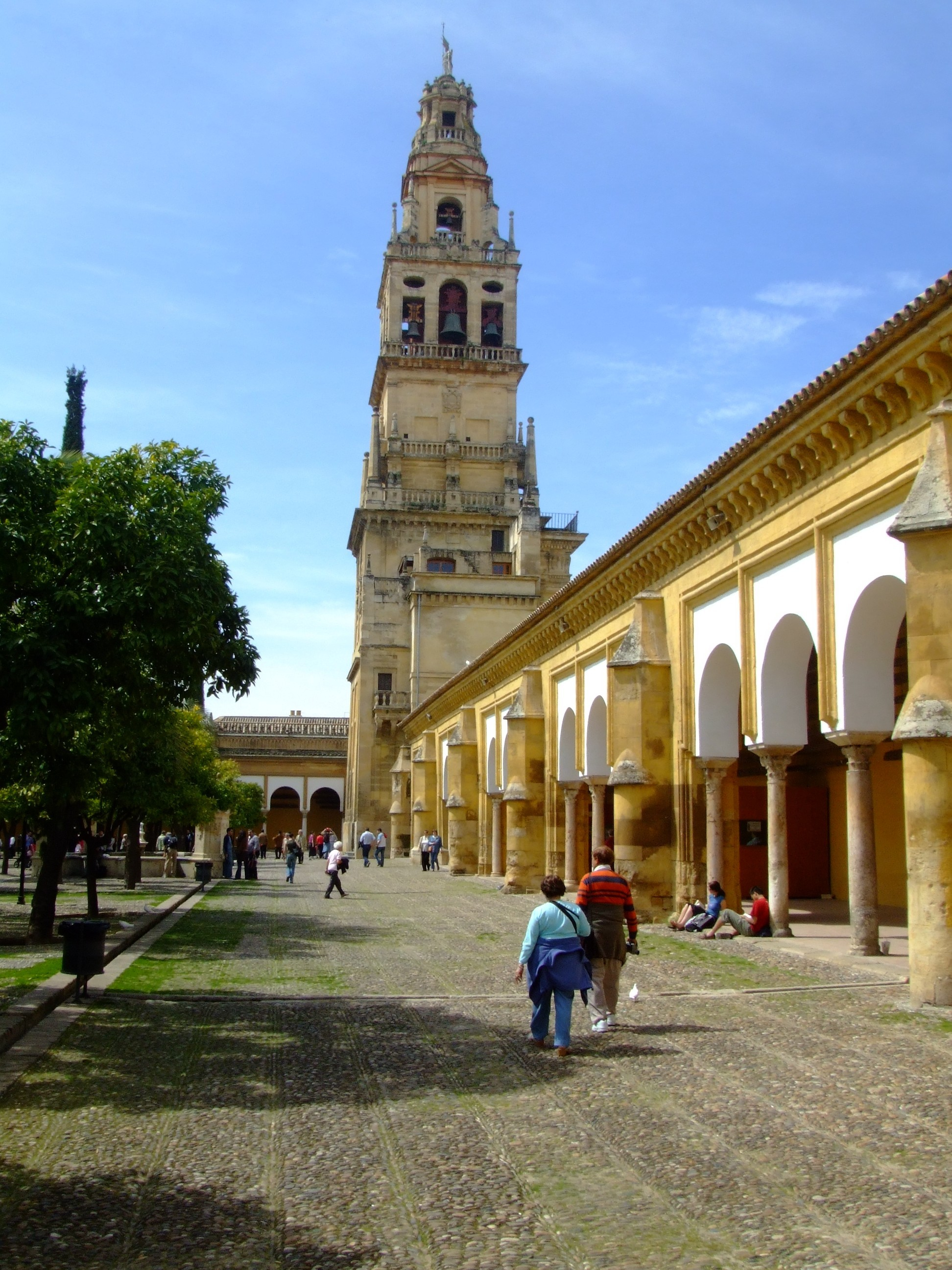
Campanario de la Mezquita de Córdoba, edificado sobre el antiguo alminar califal, desde donde saltó Ibn Firnás.

En 852 decidió volar lanzándose desde una torre de Córdoba con una enorme lona para amortiguar la caída.  Construyó el primer planeador de transporte humano. Voló con éxito este planeador durante una corta distancia, convirtiéndose en la primera persona de la historia en volar. Consiguió mantenerse en el aire durante varios segundos, antes de perder el control y estrellarse contra unos árboles. Sufrió heridas leves. Por eso se considera generalmente como creador del primer paracaídas.

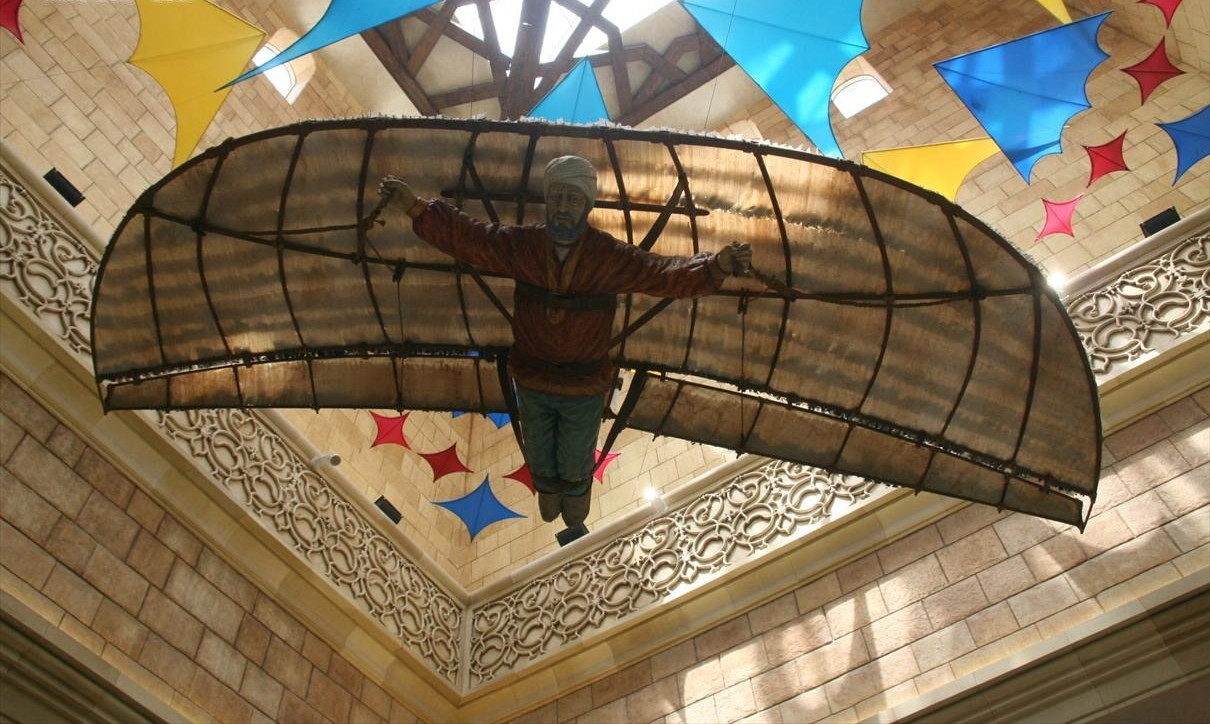
Recreación de las alas ideadas por Ibn Firnás, probadas por él mismo en 875.

En 875, a los 65 años, Ibn Firnás se hizo confeccionar unas alas de madera recubiertas de tela de seda que había adornado con plumas de rapaces. Se lanzó desde una torre desplomándose sobre un valle, y aunque el aterrizaje fue malo (se fracturó las dos piernas), el vuelo fue globalmente un éxito: permaneció en el aire una decena de segundos. Fue ampliamente observado por una gran multitud que él mismo había invitado de antemano.
Comprendió después su error: tendría que haber añadido una cola a su artefacto. Murió doce años después, en 887. Sus intentos de vuelo por sus propios medios marcaron los espíritus de la época e incluso a los de siglos posteriores.

"Ibn Firnas fue el primer hombre en la historia que realizó intentos científicos de volar".
Philip Hitti, Historia de los árabes

Así como en Occidente se habla de los hermanos Montgolfier, en los países musulmanes explican que el primer hombre que intentó volar es Ibn Firnas, 900 años antes que los Montgolfier.
Los libios han emitido un sello con su efigie, y los iraquíes han construido una estatua suya en la carretera del aeropuerto internacional de Bagdad, y han dado el nombre de Ibn Firnás a otro aeropuerto en el norte de Bagdad.
El cráter Ibn Firnás de la cara oculta de la Luna lleva su nombre.

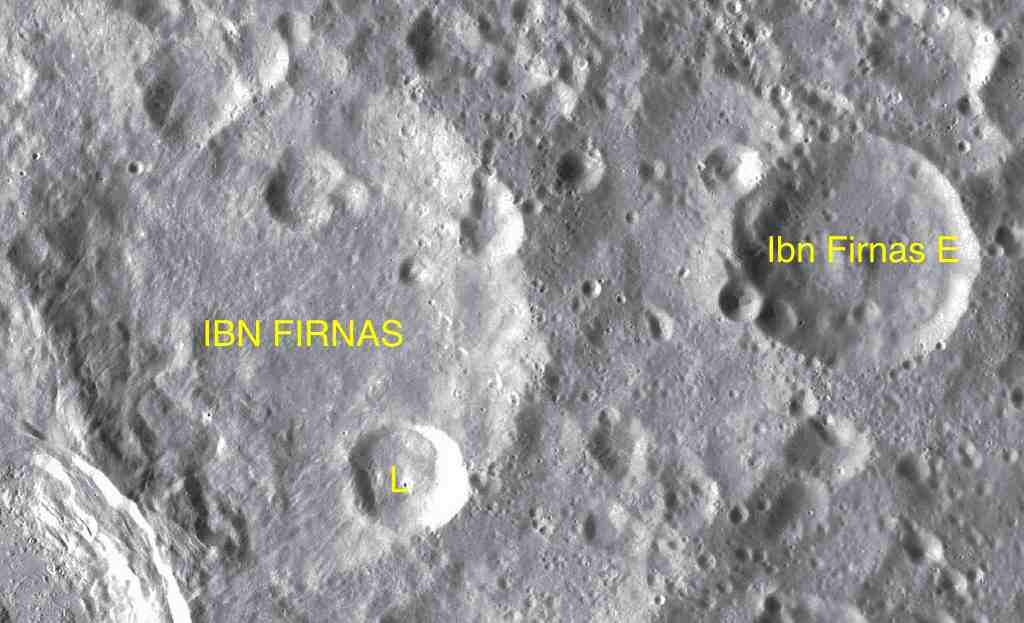
Mapa satélite de los cráteres Ibn Firnás en la luna.

Además, en Córdoba, la ciudad que lo vio volar, el día 14 de enero de 2011 se inauguró un puente sobre el río Guadalquivir con su nombre, en cuyo centro se encuentra la figura del pensador andalusí, desde la que se erigen dos alas, llegando hasta ambos extremos del puente. El ingeniero de la obra es José Luis Manzanares Japón.

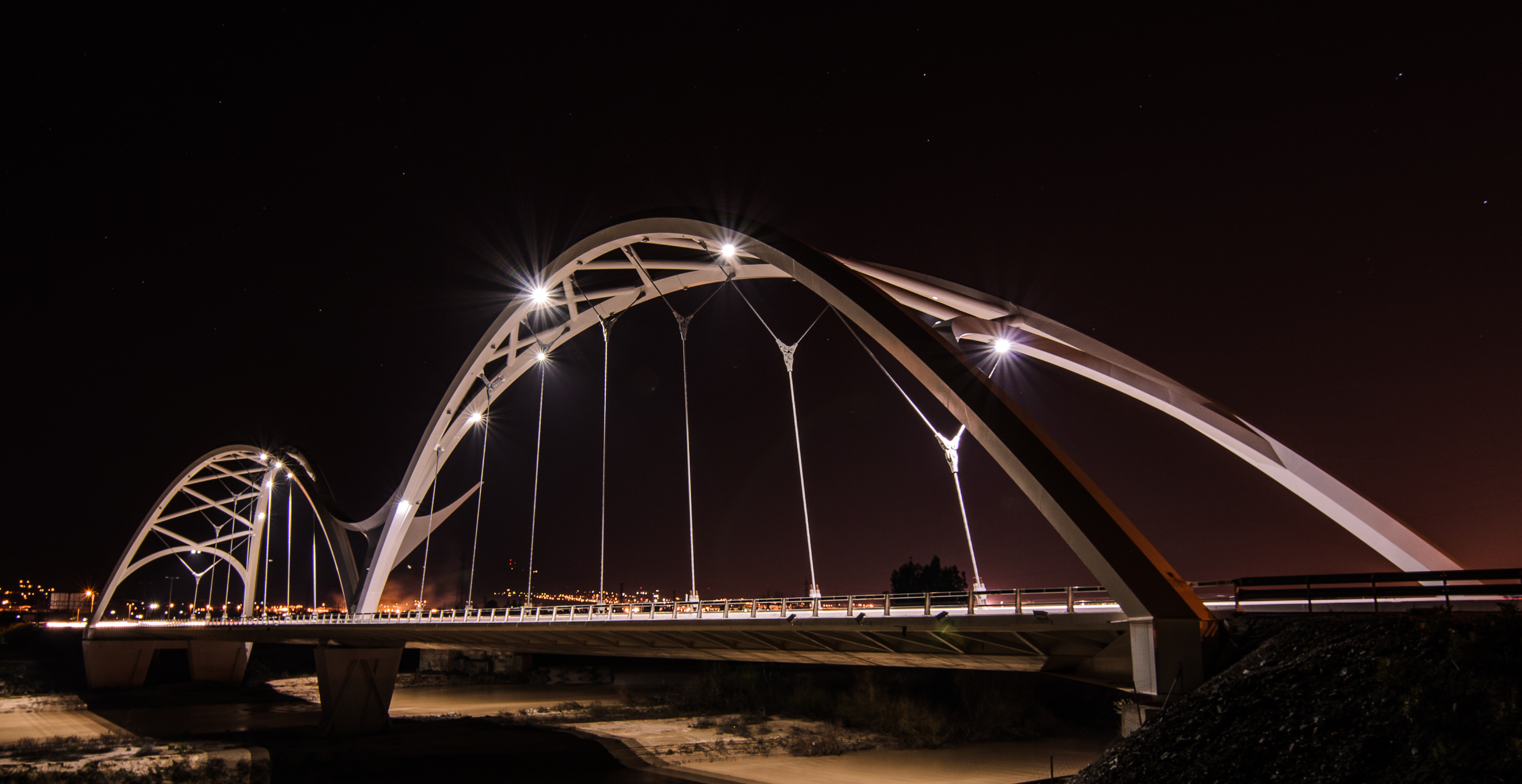
Puente de Abbás Ibn Firnás en Córdoba.

En Ronda, su ciudad natal, se ha inaugurado un centro astronómico que lleva su nombre. En 2023 el dibujante Idígoras realizó un mural para la ciudad de Málaga, en el barrio Teatinos, con la imagen de treinta y siete malagueños ilustres, entre los que incluyó a Ibn Firnás junto a personajes como Picasso, Antonio Banderas, Salomon Ibn Gabirol o María Zambrano.

Estatua de Abbás Ibn Firnás en Bagdad

## Armen Firman

Retrato decimonónico.

Armen Firman es la versión latina del nombre de Abbás ibn Firnás. Algunos afirman que Armen Firman y Abbás ibn Firnás fueron dos personas distintas y que Ibn Firnas estuvo presente cuando Firman se lanzó con una manta desde la torre de la Mezquita de Córdoba en el año 852. Esta creencia se basa en un artículo de John H. Lienhard donde se comenta que el 'joven' Ibn Firnas vio como Firman saltaba de la torre. Sin embargo Ibn Firnas contaba 42 años de edad el día del salto, lo cual en aquella época era considerado 'viejo', no 'joven'.